# 鄭秀英
鄭秀英（韓語：정수영，1982年—），韓國女演員。

## 影視作品

### 電視劇
- 2006年：MBC《幻想情侶》飾演 姜子
- 2007年：SBS《錢的戰爭》飾演 金賢貞
- 2007年：MBC《泡菜乳酪微笑》飾演 鄭秀英
- 2008年：KBS《明知後悔仍要去做的事》
- 2008年：KBS《傳說的故鄉》
- 2009年：KBS《回家的路》
- 2009年：MBC《賢內助女王》飾演 池華子
- 2009年：SBS《City Hall》飾演 鄭芙美
- 2009年：MBC《HERO》飾演 羅家妍
- 2010年：SBS《Coffee House》飾演 吳賢珠
- 2010年：KBS《金萬德》
- 2010年：KBS《嫁給我吧》飾演 朴愛蓮
- 2010年：MBC《逆轉女王》 (客串)
- 2011年：MBC《我也是花》飾演 酒鬼
- 2012年：MBC《天使的選擇》飾演 姜友美
- 2012年：KBS《Big》飾演 巫師 (客串)
- 2012年：MBC《阿娘使道傳》飾演 鈴鐺的客人
- 2012年：KBS《田禹治》飾演 伊麗
- 2013年：JTBC《無情都市》飾演 吳貞妍
- 2013年：KBS《秘密》飾演 李慈瑩
- 2013年：tvN《一起吃飯吧》飾演 朴卿美
- 2014年：JTBC《我們能相愛嗎》飾演 文恩珠
- 2014年：KBS《戀愛的發現》飾演 張紀恩
- 2014年：MBC《媽媽》飾演 全孝靜
- 2014年：tvN《未生》飾演 姜敏京 (客串第19集)
- 2015年：SBS《離婚律師戀愛中》飾演 李紅妍
- 2015年：KBS《Who Are You－學校2015》飾演 安老師
- 2015年：SBS《Mrs. Cop》飾演 洪班長
- 2015年：tvN《第二個二十歲》飾演 羅允英
- 2016年：MBC《My Little Baby》飾演 趙志陽
- 2016年：MBC《重新開始》飾演 羅英珍
- 2016年：SBS《倒數第二次戀愛》飾演 高尚熙
- 2017年：KBS《完美的妻子》飾演 金媛在
- 2017年：KBS《三流之路》飾演 泡菜店老闆娘
- 2017年：KBS《Jugglers》飾演 文順英
- 2018年：JTBC《加油吧威基基》飾演 店員 (客串)
- 2018年：KBS《人偶之家》飾演 洪善熙
- 2018年：MBC《入贅丈夫吳作鬥》飾演 朴慶淑
- 2018年：tvN《金秘書為何那樣》飾演 (客串)
- 2018年：SBS《命運與憤怒》飾演 姜善英
- 2019年：KBS《各位國民》飾演 曹明任
- 2019年：tvN《她的私生活》飾演 命理家 (客串)
- 2019年：KBS《讓我聆聽你的歌》飾演 孔善美 (客串)
- 2019年：tvN《清日電子李小姐》飾演 李真心
- 2020年：MBN《我的危險妻子》飾演 金熙貞
- 2021年：TV朝鮮《Uncle》飾演 千多靜
- 2022年：JTBC《我的出走日記》飾演 曹京善
- 2024年：KBS2《無血無淚》飾演 尹利羅

#### 獨幕劇
- KBS Drama Special 
  - 2013年：《青春期整合曲（朝鲜语：사춘기 메들리）》
  - 2013年：《煙雨的夏天》
  - 2013年：《馬鬼》
- MBC Drama Festival
  - 2013年：《森林裡的睡美人》

### 電影
- 2009年：《清潭菩薩》（客串）
- 2010年：《和聲》
- 2012年：《我的PS搭檔》飾演:珍珠
- 2013年：《The Five（朝鲜语：더 파이브 (영화)）》
- 2015年：《戲劇性的一夜（朝鲜语：극적인 하룻밤）》
- 2017年：《My Last Love（朝鲜语：내게 남은 사랑을）》
- 待定：《十九，三十九》